# Heteropoda furva
Heteropoda furva là một loài nhện trong họ Sparassidae.
Loài này thuộc chi Heteropoda. Heteropoda furva được Tord Tamerlan Teodor Thorell miêu tả năm 1890.